# José Luis Martínez Gullotta
José Luis Martínez Gullotta (San Rafael, Mendoza, Argentina, 12 de enero de 1984) es un exfutbolista argentino que jugaba en la posición de arquero. Su último club fue el Gutiérrez Sport Club del Torneo Federal A.

## Trayectoria
Al no tener lugar en Racing Club, en 2006 pasó a préstamo a Juventud Antoniana de Salta donde tuvo la posibilidad de iniciar su carrera como futbolista profesional.
Debutó en Racing en el verano del 2007 en partidos amistosos al jugar dos partidos del Pentagonal de Verano. Ya en la 5ª fecha del Apertura 2007 debutó oficialmente en el clásico frente a San Lorenzo al reemplazar a Facundo Sava tras la expulsión de su compañero Gustavo Campagnuolo. Ingresó con el partido 3-1 en favor de Racing e incluso detuvo un penal, pero el partido finalizó en derrota por 4-3. Para la siguiente fecha atajó Hilario Navarro, que había llegado como un refuerzo para el arco pero no había sido habilitado para jugar hasta esa fecha. Wally volvió a atajar en el Clausura 2008 reemplazando al lesionado Navarro en la 14.ª fecha, frente a Argentinos Juniors y fue recibido con aplausos por los hinchas de Racing. Siguió atajando todos los partidos, entre ellos la Promoción del 2008 cumpliendo un gran trabajo. Durante el Apertura 2008, no pudo disputar el clásico frente a Independiente por la 3ª fecha,  por una lesión y fue reemplazado por Pablo Migliore. Volvió a atajar en la fecha siguiente frente a Argentinos Juniors y mantuvo la titularidad hasta la 11.ª fecha, en el clásico frente a San Lorenzo en cancha de Racing, siendo éste su último partido.
Actualmente se dedica a la industria del vino.

## Clubes
| Año         | Club                  | País      | Liga             | Partidos (Goles rec.) |
| ----------- | --------------------- | --------- | ---------------- | --------------------- |
| 2006        | Juventud Antoniana    | Argentina | B Nacional       | 19 (0)                |
| 2006 - 2010 | Racing Club           | Argentina | Primera División | 20 (19)               |
| 2010 - 2011 | Gimnasia de Jujuy     | Argentina | B Nacional       | 0 (0)                 |
| 2011 - 2012 | Aldosivi              | Argentina | B Nacional       | 1 (2)                 |
| 2012 - 2015 | Boca Unidos           | Argentina | B Nacional       |                       |
| 2015 -      | San Martín de Tucumán | Argentina | Torneo Federal A | 3 (5)                 |
| 2016 - 2018 | Gutiérrez Sport Club  | Argentina | Torneo Federal A |                       |

## Títulos
| Título       | Club        | Condición | Relevancia | Temporada |
| ------------ | ----------- | --------- | ---------- | --------- |
| Copa Penalty | Racing Club | Nacional  | Amistoso   | 2009      |